# قشرة (جيولوجيا)

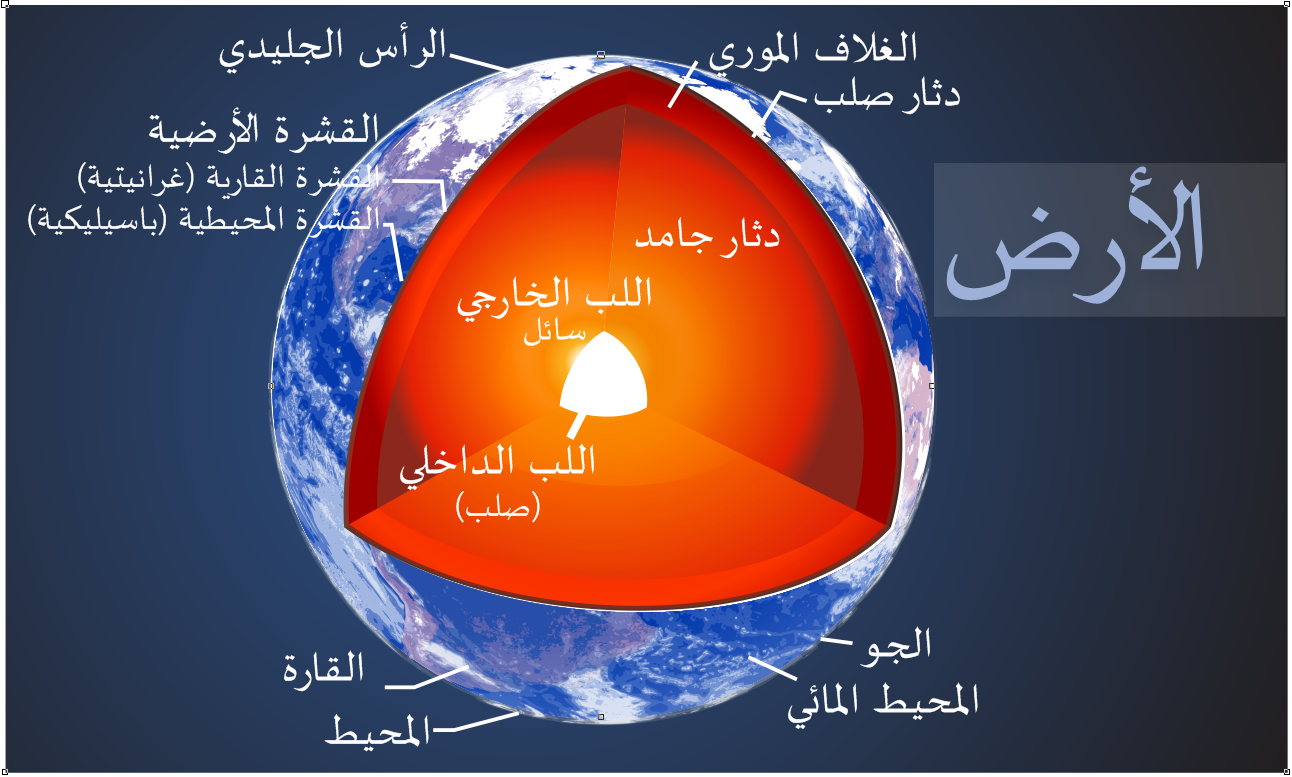
قشرة الأرض

في علم الجيولوجيا، القشرة هي الطبقة الصلبة الخارجية الكُبرى لكوكب أو كوكب قزم أو قمر طبيعي. عادةً ما تُميز القشرة عن الوشاح الكامن تحتها بناءً على تركيبها الكيميائي؛ ومع ذلك، في حالة الأقمار الجليدية، قد يُعرّف الفرق بناءً على الحالة الفيزيائية (قشرة صلبة مقابل وشاح سائل).
تشكلت قشور الأرض وعطارد والزهرة والمريخ وآيو والقمر وأجسام كوكبية أخرى عبر عمليات نارية (بركانية)، ثم خضعت لاحقًا لتعديلات بفعل التعرية، والتأثيرات النيزكية، والنشاط البركاني، والترسيب.
تتميز معظم الكواكب الأرضية بقشور ذات تركيب متجانس نسبيًا، أما الأرض فلديها نوعان متميزان من القشرة: القشرة القارية والقشرة المحيطية. هذان النوعان يختلفان في التركيب الكيميائي والخصائص الفيزيائية، كما تشكلا عبر عمليات جيولوجية مختلفة.

## أنواع القشرة
يقسم علماء الجيولوجيا الكوكبية القشرة إلى ثلاث فئات بناءً على طريقة وزمن تكوينها.

### القشرة الأولية / القشرة البدائية
هي القشرة "الأصلية" للكوكب، وتتكون من تصلب محيط من الصهارة (ماغما). في نهاية مرحلة تراكم الكواكب الأرضية، كانت أسطحها على الأغلب عبارة عن محيطات من الصهارة، وعندما تبرد هذه المحيطات، تتصلب لتشكّل القشرة الأولية.
يُعتقد أن هذه القشرة الأولية قد تم تدميرها بواسطة اصطدامات كبيرة وأُعيد تكوينها عدة مرات مع انتهاء فترة القصف الشديد.

طبيعة القشرة الأولية لا تزال محل جدل، حيث أن خصائصها الكيميائية والمعدنية والفيزيائية، وكذلك آليات تكوينها البركانية، غير معروفة بدقة بسبب صعوبة دراستها؛ إذ لم يبقَ من القشرة الأولية للأرض أي جزء إلى اليوم. معدلات التعرية العالية وإعادة تدوير القشرة بفعل الصفائح التكتونية قضت على جميع الصخور التي يزيد عمرها على 4 مليارات سنة، بما في ذلك القشرة الأولية المحتملة للأرض.

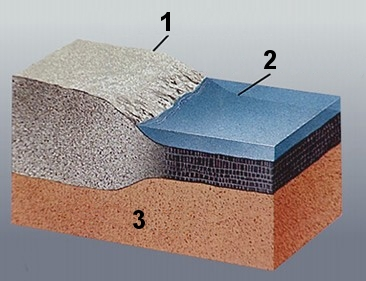
مخطط موضوعي من القشره الأرضية. 1 : القشرة القارية ؛ 2 : القشرة المحيطية ؛ 3 : غلاف أرضي.

ومع ذلك، يمكن لعلماء الجيولوجيا دراسة القشرة الأولية على كواكب أرضية أخرى. فالهضاب على عطارد قد تمثل القشرة الأولية، رغم أن هذا موضوع نقاش. أما الهضاب الأنورثوسيتية على القمر فهي قشرة أولية، تشكلت عندما تبلور البلاجيوكليز من المحيط الماغماتي الأولي للقمر وطفا إلى السطح؛ ولكن من غير المحتمل أن تكون الأرض قد اتبعت نمطًا مشابهًا، إذ أن القمر نظام خالٍ من الماء بينما تحتوي الأرض على ماء.
ومن الأمثلة المحتملة للقشرة الأولية المريخية نيزك ALH84001، رغم أن هذا أيضًا محل جدل. مثل الأرض، لا تمتلك الزهرة قشرة أولية، لأن كوكبها تعرض لإعادة سطح متكررة وتعديلات.

### القشرة الثانوية
تتكون القشرة الثانوية عبر ذوبان جزئي لمعظم المواد السليكاتية في الوشاح، ولذلك فإن تركيبها عادة ما يكون بازلتياً.
وهي النوع الأكثر شيوعًا من القشرة في النظام الشمسي. تغطي القشرة الثانوية معظم أسطح عطارد والزهرة والأرض والمريخ، وكذلك بحار القمر (المرّيا). على الأرض، تتكون القشرة الثانوية بشكل رئيسي عند مراكز الانتشار في قاع المحيطات، حيث يؤدي صعود الوشاح بطريقة أدياباتية إلى ذوبان جزئي.

### القشرة الثلاثية
القشرة الثلاثية هي أكثر تعديلًا كيميائيًا من القشرة الأولية أو الثانوية، وتتكون بعدة طرق:
- العمليات النارية: ذوبان جزئي للقشرة الثانوية، مصحوبًا بعمليات تمايز أو تجفيف.[5]
- التعرية والترسيب: رواسب مشتقة من القشرة الأولية أو الثانوية أو الثلاثية.

وأبرز مثال معروف على القشرة الثلاثية هو القشرة القارية للأرض. ولا يُعرف بعد ما إذا كانت الكواكب الأرضية الأخرى تمتلك قشرة ثلاثية، لكن الأدلة الحالية تشير إلى أنها لا تمتلكها، ويرجع ذلك على الأرجح إلى أن حركة الصفائح التكتونية ضرورية لتشكيل القشرة الثلاثية، والأرض هي الكوكب الوحيد في النظام الشمسي الذي يمتلك صفائح تكتونية.

## قشر الأرض
القشرة الأرضية هي جزء من الأرض، تغلف كتلتها الصلبة وتمتد لعمق عدة أميال من سطحها، وترتفع في بعض المناطق بانيةً جبالا شاهقة، أو تنخفض في مناطق أخرى لتكون الأغوار وأعماق البحار:
- القشرة القارية.
- القشرة المحيطية.
- الغلاف الأرضي أو العباءة العلوية.

القشرة الأرضية تتكون من الصخور النارية والتي ينتج عن تعرضها لعوامل مختلفة تكون الصخور الرسوبية والمتحولة. ومن ذلك يمكن أن نعرف الصخر بأنه : كل مادة صلبة تكون جزءا من القشرة الأرضية وتتكون من معدن أو عدة معادن أو من مادة عضوية.

### تركيب القشرة
غالبية الصخور التي تشكل القشرة الأرضية هي أكاسيد، فقط الكلور والكبريت والفلور هي الاستثناءات ومجموع كمياتها في أي صخور نادر لا يتجاوز 1 ٪. وجد العالم ف. دبليو. كلارك أن 47 ٪ من القشرة الأرضية يتكون من الأكسجين أساسا في شكل أكاسيد، وأهمها أكاسيد السيليكون والألمنيوم والحديد والكالسيوم والمغنسيوم والبوتاسيوم والصوديوم. السيليكا هو أهم العناصر المكونة للقشرة في شكل pyroxénoïdes. بعد تصنيف على أساس تحليل 1672 نوع من الصخور، وجد كلارك النتائج التالية لتكوين يالأوزان :.
| أكاسيد  | نسبة المئوية |
| ------- | ------------ |
| SiO2    | 59.71        |
| Al2O3   | 15.41        |
| CaO     | 4.90         |
| MgO     | 4.36         |
| Na2O    | 3.55         |
| FeO     | 3.52         |
| K2O     | 2.80         |
| Fe2O3   | 2.63         |
| H2O     | 1.52         |
| TiO2    | 0.60         |
| P2O5    | 0.22         |
| المجموع | 99.22        |

باقي المكونات تتواجد بكتل صغيرة (المجموع < 1%).

## قشرة القمر
وفقًا للنظريات، يُعتقد أن كوكبًا أوليًا يُدعى "ثيا" اصطدم بالأرض أثناء تكوينها، وأن جزءًا من المواد التي طُردت جراء هذا الاصطدام تراكمت لتكوّن القمر. خلال تكوين القمر، يُعتقد أن الجزء الخارجي منه كان منصهرًا، مكونًا ما يُعرف بـ "محيط الصهارة القمري". تبلور معدن البلاجيوكليز بكميات كبيرة من هذا المحيط الماغماتي وطفا نحو السطح، لتشكيل الصخور التراكمية التي تشكل معظم القشرة. يُقدّر أن الجزء العلوي من القشرة يحتوي في المتوسط على حوالي 88% من البلاجيوكليز (وهي نسبة قريبة من الحد الأدنى المحدد للأنورثوسايت وهو 90%). أما الجزء السفلي من القشرة فقد يحتوي على نسبة أكبر من معادن الفيرومغنيسيوم مثل البيروكسينات والأوليفين، لكنه يظل يحتوي على حوالي 78% من البلاجيوكليز في المتوسط. أما الوشاح الكامن تحت القشرة فهو أكثر كثافة وغني بالأوليفين.
يبلغ سمك قشرة القمر بين حوالي 20 إلى 120 كيلومترًا، حيث تبلغ سماكة القشرة في الجانب البعيد من القمر حوالي 12 كيلومترًا أكثر من الجانب القريب. وتتراوح تقديرات السمك المتوسط بين 50 و60 كيلومترًا. تشكلت معظم هذه القشرة الغنية بالبلاجيوكليز فور تكوين القمر، بين حوالي 4.5 و4.3 مليار سنة مضت. وربما تشكل الصخور النارية المضافة بعد تكوين المادة الغنية بالبلاجيوكليز حوالي 10% أو أقل من القشرة. ومن بين هذه الإضافات اللاحقة، أكثرها دراسة وأكثرها انتشارًا هي بازلتات المري (الماريا)، والتي تكونت بين حوالي 3.9 و3.2 مليار سنة مضت. واستمر نشاط بركاني بسيط بعد 3.2 مليار سنة، وربما حتى قبل مليار سنة تقريبًا. لا يوجد دليل على وجود حركة الصفائح التكتونية على القمر.
أظهرت الدراسات أن القشرة يمكن أن تتكون على جسم صخري كوكبي أصغر بكثير من الأرض. فرغم أن نصف قطر القمر يبلغ حوالي ربع نصف قطر الأرض فقط، فإن متوسط سمك القشرة القمرية أكبر بشكل ملحوظ. تكونت هذه القشرة السميكة فورًا تقريبًا بعد تكوين القمر. واستمر النشاط البركاني بعد فترة القصف النيزكي الشديد التي انتهت قبل حوالي 3.9 مليار سنة، لكن الصخور النارية الأصغر عمرًا من 3.9 مليار سنة تمثل جزءًا ضئيلاً من القشرة.

## وصلات خارجية
- تطور قشرة القارات من مجلة العلوم الأمريكية - النسخة العربية